# Leonas Efišovas
Leonas Efišovas, auch Leonidas Efišovas, (* 1907 in Kaunas; † unbekannt) war ein litauischer Fußballspieler.

## Karriere
Leonas Efišovas wurde im Jahr 1907 in Kaunas, der Hauptstadt des zum Russischen Kaiserreichs gehörenden Gouvernement Kowno, geboren. Efišovas spielte in seiner Vereinskarriere, von der nur die Jahre 1931 und 1932 überliefert sind, für den LFLS Kaunas. Im Jahr 1932 gewann er mit dem Verein die Litauische Meisterschaft.
In den Jahren 1931 und 1932 spielte Efišovas fünfmal für die Litauische Nationalmannschaft und erzielte ein Tor. Sein Debüt gab er am 30. August 1931 gegen Estland während des Baltic Cup. In seinem letzten Länderspiel im September 1932 erzielte er ein Tor bei einer 1:8-Niederlage gegen Schweden in Stockholm.